# جيناديل
جيناديل ((بالروسية: Женотдел)‏؛ (بالروسية: ʐɨnɐdʲˈdʲel)‏
)
أو قطاع المرأة في أمانة اللجنة المركزية للحزب الشيوعي السوفييتي (البلاشفة) كان القسم المكرس من الحزب الشيوعي الروسي لشئون المرأة في عقد العشرينيات من القرن العشرين.

## التاريخ
في عشرينيات القرن العشرين وفي الحقبة الستالينية، خدم مفهوم «المرأة السوفياتية الجديدة» إلى جانب «الرجل السوفييتي الجديد». كانت أدوارها مختلفة إلى حد كبير عن أدوار نظيرها الذكر. كانت مثقلة بالهوية المعقدة التي تغيرت مع التحولات الإيديولوجية في عقيدة الحزب نحو مفاهيم أكثر محافظة عن دور العائلة والأم في النظام السوفييتي. كانت المرأة السوفييتية الجديدة امرأة عمومية توازن بين المسؤوليات المتنافسة وتتحمل عبء الأدوار المتعددة: المواطن الشيوعي، العامل بدوام كامل، الزوجة والأم.

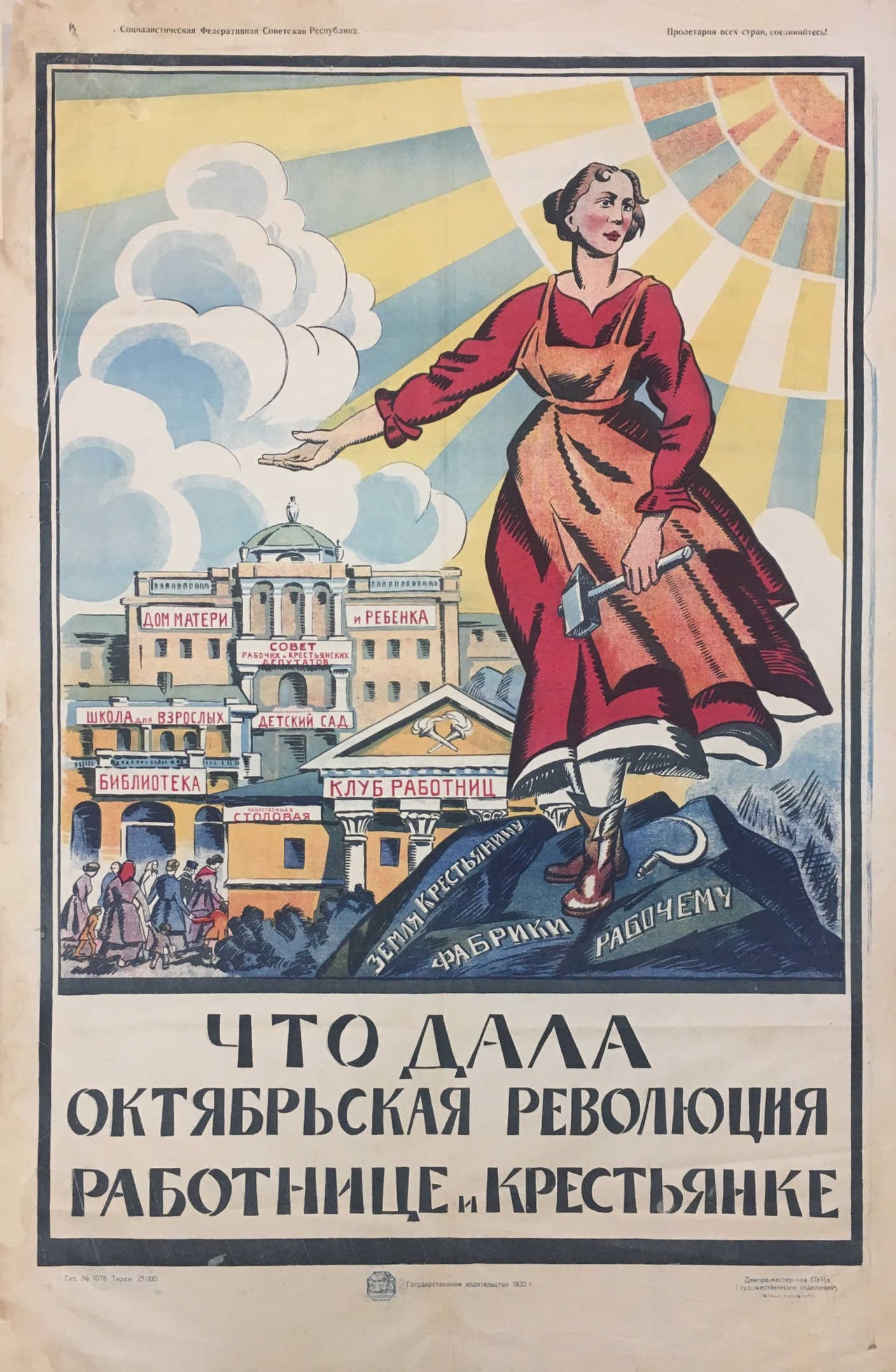
الثورة البلشفية للعاملات ". 1920 ملصق دعائي سوفيتي

تأسست زينوتديل من قبل ثوريتين نسويتين روسيتين، ألكسندرا كولونتاي وإينيسا أرماند، في عام 1919. كانت مكرسة لتحسين ظروف حياة النساء في جميع أنحاء الاتحاد السوفيتي، ومحاربة الأمية، وتوعية النساء حول الزواج المدني، والتعليم، وقوانين العمل. وضعت من قبل البلاشفة للاتحاد السوفياتي. في آسيا الوسطى السوفييتية، قادت منظمة جانوتل أيضاً الجهود الرامية إلى تحسين حياة النساء المسلمات من خلال حملات محو الأمية والحملات التعليمية، ومثيرة للجدل، من خلال حملات «إلغاء الحجاب» الإلزامية.
أقنع جانوتل البلاشفة لإضفاء الشرعية على الإجهاض (كإجراء اختياري). أوضحت البلاشفة الإجهاض في نوفمبر 1920. كانت هذه هي المرة الأولى في تاريخ العالم التي تفوز فيها النساء بحق الإجهاض المجاني في مستشفيات الدولة.
ارتكب قادة جانوتل الشيوعيين، وعملت كجزء من جهاز الدولة السوفييتية. جادل المؤرخة إليزابيث وود بأن المنظمة اهتمت بنشاط بمشاكل النساء، وكانت في البداية بمثابة قناة لقضايا النساء من الناس إلى الدولة. لاحظ القادة السوفييت زيادة فعالية جانوتل في تنظيم النساء على المستوى المحلي، وشعروا بأن الكثير من التركيز على قضايا المرأة من شأنه أن يتحدى الأيديولوجية الأيديولوجية للتضامن الطبقي الأساسية للسياسة الماركسية-اللينينية. ونتيجة لذلك، تم إغلاق جانوتل في عام 1930، وفقا للنظرية السائدة آنذاك بأن جميع قضايا المرأة في الاتحاد السوفياتي قد تم «حلها» من خلال القضاء على الملكية الخاصة وتأميم وسائل الإنتاج.

## القادة
كان جانوتل خمسة قادة خلال 11 عاما من وجودها:
- 1919-1920: إنيسا أرماند
- 1920-1919: ألكسندرا كولونتاي
- 1922-1924: صوفيا سميدوفيتش
- 1924-1925: Klavdija Nikolaeva
- 1925-1930: ألكساندرا أرتيوخينا

## روابط خارجية
- Early Bolshevik Work Among Women of the Soviet East نسخة محفوظة 10 أغسطس 2017 على موقع واي باك مشين. (details the work of Zhenotdel activists)